# فالتيري مورين
فالتيري مورين (بالفنلندية: Valtteri Moren) (15 يونيو 1991 بفانتا في فنلندا - ) هو لاعب كرة قدم فنلندي في مركز الدفاع. شارك مع منتخب فنلندا تحت 18 سنة لكرة القدم ومنتخب فنلندا تحت 19 سنة لكرة القدم ومنتخب فنلندا تحت 21 سنة لكرة القدم ومنتخب فنلندا لكرة القدم. أما مع النوادي، فقد لعب مع فاسلاند بيفيرين ونادي هلسنكي وKlubi 04 ‏.

## مسيرته الكروية
لعب فالتيري مورين خلال مسيرته الاحترافية مع 3 أندية في ثلاثة عشر موسمًا وسجل خلالها 7 أهداف ضمن 180 مباراة. حيث فاز في موسمين بالكأس وفي خمسة مواسم بالدوري.
خاض فالتيري مورين مسيرته مع Klubi 04 ‏ في عامي 2009-2011 ولمدة موسمين، مشاركًا في 25 مباراة سجل خلالها هدفًا واحدًا. ثم انتقل إلى نادي هلسنكي في موسم 2010 ليلعب معه ستة مواسم، حيث شارك في 79 مباراة سجل خلالها 5 أهداف. لينتقل بعدها إلى نادي فاسلاند بيفيرين في موسم 2015–16 ليلعب معه خمسة مواسم، مشاركًا في 76 مباراة سجل خلالها هدفًا واحدًا.

## وصلات خارجية
- فالتيري مورين على موقع الاتحاد الأوربي (الإنجليزية)
- فالتيري مورين على موقع قاعدة بيانات كرة القدم.إي يو (الإنجليزية)
- فالتيري مورين على موقع ناشيونال فوتبول تيمز (الإنجليزية)
- فالتيري مورين على موقع Soccerbase.com (لاعب) (الإنجليزية)
- فالتيري مورين على موقع Soccerway.com (الإنجليزية)
- فالتيري مورين على موقع عالم كرة القدم.نت (الإنجليزية)
- فالتيري مورين على موقع AS.com (الإسبانية)